# 平田信
平田 信（ひらた まこと、1965年3月27日 - ）は、オウム真理教の元幹部。北海道札幌市出身。ホーリーネームはポーシャで、教団が省庁制を採用した後は「車両省次官」となる。オウム真理教事件実行犯の1人として、警察庁に特別指名手配被疑者に指定され、長期間逃亡していた。身長183cm。

## 来歴
生い立ち
北星男子高等学校（現在の北星学園大学附属高等学校）から札幌商科大学に進学。1987年に大学を卒業し、東京都内のアパレルメーカーに就職したがすぐに退社。同年8月にオウム真理教徒として出家した。
オウム真理教での活動
教団において身長183cmの体躯を買われ、同教団の教祖にあたる麻原彰晃の身辺警護や「白い愛の戦士」などに携わっていた。1994年には、教団が多数の信者をロシアに送り込んでいった「軍事訓練ツアー」に参加、射撃訓練を受けていた。一連のオウム真理教事件においては、1995年2月に発生した公証人役場事務長逮捕監禁致死事件で逃走車両運転手役を担当し、また同3月に発生した島田裕巳宅爆弾事件、東京総本部火炎瓶事件にも関与したとされる。
特別指名手配後
平田は島田裕巳宅爆弾事件で爆発物取締罰則違反で1995年5月31日に特別指名手配されたが、後に公証人役場事務長逮捕監禁致死事件でも逮捕監禁致死罪も指名手配容疑に追加された。後に平田は地下鉄サリン事件に関わった高橋克也・菊地直子らとともに、7人の「オウム真理教特別手配被疑者」の1人に指定された。全国規模での捜査対象となり、特別指名手配被疑者として広く周知された平田であったが、その逃亡生活は長期にわたった。
容疑事件の翌年である1996年2月には、宮城県仙台市の女性信者宅に潜伏していたことが判明しているが、間もなく逃亡した。女性信者も平田を匿った犯人蔵匿容疑、架空の氏名と住所を書いた履歴書を勤務先に提出した有印私文書偽造同行使容疑等で指名手配されたが、これらの容疑は2000年11月に公訴時効が成立した。
逃亡生活
逃亡中の平田を匿っていたのは3歳年上の元女性信者で、14年以上にわたって大阪府内でともに生活していたという。福島県出身で、1980年代に東京で看護師の資格を取得、のち勤務していた病院を1993年に退職したうえでオウム真理教へ入信、教団の「治療省」に所属していたものの、1995年の地下鉄サリン事件後に行方がわからなくなっていた、という素性の人物であった。検察によれば、元教団看護師にあたるこの女性は、1995年に平田の誘いで逃亡生活に入って以後、東北地方を転々としたのち、1996年に大阪市へ、さらに1997年から東大阪の整骨院に偽名で勤務しながら平田の生活を支え続けていたという。2012年に犯人蔵匿罪で1年2ヶ月（求刑懲役2年）の実刑判決。
出頭時点の潜伏先は東大阪市内のマンションで、同所が捜索を受けた際には、米国のドラマシリーズ『LOST』や、『24』、『ハリー・ポッター』に加え、日本のアニメ映画『秒速5センチメートル』など、計7本のレンタルDVDが見つかっており、いずれも平田のためにレンタルされていたものと見られた。ちなみに、2012年にはこの2人の逃亡生活をモチーフとした映画『愛のゆくえ（仮）』（監督：木村文洋）が公開されている。
出頭により逮捕
その後、足取りは長く途絶えており、死亡説や海外逃亡説もあったが、2011年12月31日、平田を名乗る男が突如警視庁丸の内警察署に出頭。指紋照合にて本人と確定されたため、警視庁捜査1課は翌日の2012年1月1日に逮捕監禁致死の容疑で逮捕した。

## 逮捕後の供述
事件に区切りを付けたかった
事件から17年近くも経った時期に突如出頭した理由について、平田本人は「事件に区切りを付けたかった」「東日本大震災で不条理なことを多く見て自分の立場を改めて考えた。年内に出頭したかった」「震災で『おれ、何をやっているんだろう』と自分の逃亡生活が情けなくなった。でも、なかなか踏ん切りがつかず、出頭は大みそかになってしまった」などと供述した。
うさぎが死んだ
平田と接見した弁護士の滝本太郎によると、飼っていたうさぎが死んだことが出頭したひとつのきっかけであるとも述べたという。うさぎは「ネザーランド・ドワーフ」と見られ、平田は月に1万円未満ぐらいをうさぎに費やして溺愛していた。
オウム真理教を信仰していない
滝本によると、平田は「教祖（麻原）の死刑執行は当然と考えている」「自分は松本（麻原）死刑囚を観想していないし、オウム真理教を信仰していない」などと話した。また平田は、法廷での麻原の不規則な言動について「詐病だと思う。そういうことをする人間だ」と語り、出頭の5年前には、持ち歩いていた麻原の写真をハサミで切って捨てた事を明らかにした。
一方で平田が出頭した2011年12月31日は、オウム真理教事件に関する一連の裁判が終結した直後で、麻原を始めとする主な事件関係者らの死刑が近日中にも執行される可能性が報道されていた時期であったことから、平田が警察に出頭してオウム真理教事件の裁判を再開させることにより、麻原らの死刑執行を中止させる狙いがあるのではないかと推測する見方もあった。なお、後述のように平田の起訴容疑に殺人罪に問われるものは含まれていないため、同じく逃亡犯だった高橋とは異なる。
人に迷惑がかかるので言えない
平田は出頭時に10万円の現金を所持しており、身なりも清潔な様子だったことから、警視庁は平田の逃亡を手助けしていた支援者が存在するものと見ていたが、平田本人は「余計なことを言うと人に迷惑がかかるので言えない」と言い、支援者の存在をほのめかしていたものの詳しい供述を拒んでいたという。
2012年1月10日の未明、平田をかくまって逃亡に協力していたという元女性信者が滝本に付き添われて警視庁大崎警察署に出頭し、警視庁はこの女を犯人蔵匿の容疑で逮捕した。同年3月27日に元女性信者は懲役1年2ヶ月の実刑判決が言い渡された。後に控訴したが判決は覆らず、本人は上告はせずに判決が確定した。（→#逃亡生活）
逮捕前の警察の不手際
平田は当初、公証人役場事務長逮捕監禁致死事件の捜査担当である大崎署に出頭しようとしたが、入口が分からなかったためあきらめ、オウム事件の情報提供を呼びかける警察のフリーダイヤルに電話すると「10回ほど電話を掛けたが話し中でつながらなかった」という。そこで110番にかけて「平田信の担当はどこですか」と尋ねたところ、警視庁本部だとの回答を受け、警視庁本部庁舎に赴いて出頭しようとしたが、庁舎警備の機動隊員は平田を見て手配写真と異なるように感じたため、その出頭を「別人による悪質ないたずら」と判断し、無線での指示も仰がずに丸の内警察署へ赴くよう指示した。

## 裁判
逮捕監禁罪（公証人役場事務長逮捕監禁致死事件）、爆発物取締罰則違反（島田裕巳宅爆弾事件）、火炎瓶処罰法違反（オウム真理教東京総本部火炎瓶事件）で起訴された。
初公判は2014年1月16日に東京地裁で行われた。
一連のオウム真理教事件では初めて裁判員制度によって審理されることとなった。また、一連のオウム事件では初めて被害者参加制度が利用され、公証人役場事務長逮捕監禁致死事件の被害者の長男が出廷して証言をした。
同年1月21日の公判では、オウム真理教元幹部で地下鉄サリン事件などで死刑が確定した中川智正が出廷して証人尋問を受けた。確定死刑囚の出廷はきわめて異例で、裁判員裁判では初めてのことであった。また同年2月3日と4日の公判には、同じく元幹部で地下鉄サリン事件などで死刑が確定した井上嘉浩が、同5日には同事件などで死刑が確定した元幹部の小池泰男も出廷して尋問を受けた。1人の被告の裁判に、複数の死刑囚が出廷するのも、きわめて異例のことであった。公判においては「麻原以外の死刑執行は勘弁を」と訴えた。
同年3月7日、判決公判で東京地裁は懲役12年の求刑に対し、懲役9年の実刑判決を言い渡した。同年3月20日、一審の判決を不服として東京高裁に控訴したが、2015年3月4日に東京高裁は一審の懲役9年の判決を支持し、控訴を棄却する判決を言い渡した。同年3月17日、最高裁へ上告した。
2016年1月13日付で、最高裁第三小法廷は上告を棄却する決定をしたため、被告人・平田に対し懲役9年の刑が確定した。
その後、静岡刑務所で服役。2018年8月、1か月前の7月に教祖・麻原彰晃らオウム真理教事件の死刑囚13人への死刑が執行されたことを受け、所内で時事通信社記者と面会した際には「麻原の死刑執行には特に思うことはないが、（仲が良かった林泰男ら）弟子12人の執行には絶句した。個人的な考えではあるが、弟子12人は死刑執行せずに何らかの方法で今後のテロ対策に生かすべきだった」と語った。2022年4月26日、平田は静岡刑務所から満期出所した。

## 人物
狙撃の名手か
平田は北星男子高等学校時代に射撃部に所属しており、3年生の時にエアライフル競技でインターハイに出場している。結果は、団体戦で21チーム中11位、個人で70人中45位であった。札幌商科大学進学後も競技を続けていた。そのため、オウム真理教が関与したと疑われた「警察庁長官狙撃事件」の実行犯ではないかと疑われたこともあった。しかし、実際には教団がロシアで行った射撃ツアーでも成績は良くなく、とても人を狙撃できるようなレベルではなかったという。

## 平田に係わる刑事事件
- 公証人役場事務長逮捕監禁致死事件
- 島田裕巳宅爆弾事件
- オウム真理教東京総本部火炎瓶投擲事件
- オウム真理教事件

### 公訴時効
指名手配容疑の犯行時の公訴時効について、逮捕監禁致死罪は7年・爆発物取締罰則違反罪は15年である。
しかし、刑事訴訟法第254条2項で「共犯の1人に対してした公訴の提起による時効の停止は、他の共犯に対してその効力を有する。この場合において、停止した時効は、当該事件についてした裁判が確定した時からその進行を始める。」と規定されているため、公証人役場事務長逮捕監禁致死事件については共犯の中川智正の裁判が、島田裕巳宅爆弾事件については共犯の井上嘉浩の裁判が、それぞれ終了するまで公訴時効は停止し、2010年4月の刑事訴訟法改正で逮捕監禁致死罪の公訴時効が20年に延長となり、平田の指名手配容疑の公訴時効は停止・延長という形になっている。
なお、中川の裁判が2011年12月9日に、井上の裁判が2010年1月12日に確定したことを受けて、刑事訴訟法第254条2項の規定が適用されなくなったため公訴時効が進行することになった。以上の経緯により、平田の指名手配容疑は、公証人役場事務長拉致監禁致死事件の逮捕監禁致死罪は2031年に（実際に起訴した逮捕監禁罪では2016年）、島田裕巳宅爆弾事件の爆発物取締罰則違反罪は2024年10月に、公訴時効が成立することになっていた。